# Лош, Тилли
Тилли Лош (англ. Tilly Losch, полное имя Ottilie Ethel Leopoldine Losh, после замужества Ottilie Ethel Leopoldine Herbert, Countess of Carnarvon; 1903 — 1975) — австрийская танцовщица, хореограф, актриса и художник, бо́льшую часть своей жизни проработавшая в Англии и США.

## Биография
Родилась 15 ноября 1903 года в Вене в еврейской семье, её отец был банкиром.
С детства обучалась в балетной школе Венской оперы, дебютировав, будучи ученицей, в 1913 году в Wiener Walzer Луи Фраппарта. Стала членом балетной труппы 1 марта 1918 года. Её первой сольной ролью стала китайская Lady Doll в Die Puppenfee Йозефа Хассрейтера. Балетмейстер оперы Генрих Кроллер и её содиректор, композитор Рихард Штраус способствовали её карьерному продвижению. Она танцевала также под руководством балетмейстеров Georgi Kyaksht и Nicola Guerra. Тилли Лош выступала и за пределами Оперы, участвовала в современных танцах с Grete Wiesenthal и Mary Wigman, исполняла роли в других венских театрах и на Зальцбургском фестивале, организатором которого был Макс Рейнхардт. Тилли Лош ушла из Венской оперы 31 августа 1927 года, решив больше работать с Рейнхардтом на Зальцбургском фестивале, а также в Нью-Йорке.
В 1928 году она дебютировала в Лондоне в постановке Ноэла Кауарда The Year of Grace, и в течение следующих нескольких лет работала одновременно в Лондоне и Нью-Йорке как танцовщица и хореограф. В Нью-Йорке она танцевала в The Band Wagon вместе с Фредом и Адель Астер в 1931 году. Рейнхардт верил в талант Тилли Лош и продолжал с ней работать.
В 1930 году Лош вышла замуж за англо–американского миллионера и мецената сюрреалистического искусства — Эдварда Джеймса, который основал для неё в 1933 году балетную труппу Les Ballets 1933, выступавшую в Лондоне и Париже. Ей помогал Джордж Баланчин, с которым она познакомилась в Берлине в 1924 году; он был художественным руководителем и частично хореографом её репертуара. Самой популярной в те годы её работой стал балет «Семь смертных грехов» с музыкой Курта Вайля на текст Бертольда Брехта. Лош танцевала главную роль, а Лотте Ленья (жена Вайля) пела. В этот же период времени у Тилли Лош был любовный роман Томасом Митфордом — братом сестёр Митфорд. Тилли развелась с Эдвардом в 1934 году, после того, как он обвинил её в супружеской измене с русским князем Сергеем Оболенским, директором американской гостиницы, а также костюмером Лош.
Тилли Лош расширила свое творчество, играя в драмах, достигнув здесь наибольшей популярности в Англии. Этот сценический успех привел её в Голливуд, где она снялась в нескольких фильмах. Она была хореографом музыкального фильма «Песнь Шехерезады» (1947). Также продолжала работать танцором и хореографом, выступая на Бродвее. Лош работала в нью-йоркском Ballet Theatre с Энтони Тюдором и с Леонидом Мясиным в Лондоне. Её самым известным представлением был «Танец рук» («The Hand Dance»), созданный в сотрудничестве с венским коллегой Хеди Пфундмайром, который показан в короткометражном танцевальном фильме Нормана Бел Геддеса. Тилли Тош посчастливилось работать со многими выдающимися хореографами того времени.
Случившаяся сильная депрессия заставила Тилли провести некоторое время в санатории в Швейцарии и отказаться от танцев. В этот период времени она вышла замуж за Генри Герберта, 6-го графа Карнарвона (1898—1987). Лош начала заниматься рисованием — сначала акварелью, затем маслом. Её первыми работами были автопортреты, но позже она стала создала портреты друзей, в их числе Аниты Лус, Лотте Ленья, Курта Вайля. В своём новом занятии получила поддержку от Сесила Битона. Граф Карнарвон отправил Тилли в Соединённые Штаты, считая, что она будет в безопасности от растущей угрозы войны в Европе. В 1944 году графиня Карнарвон провела свою первую выставку в Нью-Йорке и была хорошо принята критиками. Известный коллекционер и основатель музея Альберт Барнс купил одну из работ Лош на её дебютной выставке в Голландии. По мере совершенствования своего стиля живописи Тилли Лош завоевала признание общественности. Некоторые её работы были приобретены лондонской галереей Тейт и другими музеями.
Брак Тилли Лош с графом Карнарвоном закончился разводом в 1947 году. С тех пор до конца жизни она находилась в Лондоне или Нью-Йорке.
Умерла от рака 24 декабря 1975 года в Нью-Йорке. На её похоронах присутствовал лорд Карнарвон. Многие свои личные документы, эскизы, живопись и фотографии Тилли Лош завещала архиву Макса Райнхардта в Бингемтонском университете, штат Нью-Йорк. Прах выдающейся австрийской женщины находится на территории замка Leopoldskron, недалеко от Зальцбурга.